# ブリンクス・ザ・タイムスイーパー
ブリンクス・ザ・タイムスイーパー (Blinx: The Time Sweeper) は、マイクロソフトのコンピュータゲームのシリーズである。開発はアートゥーン、サウンド担当はウェーブマスター。

## 概要
3DCGを使用したアクションゲーム。プレイヤーは、「タイムスイーパー（時間掃除人）」と呼ばれるネコの獣人を操り、時間掃除機でガラクタやタイムクリスタルを吸い込んで、「巻き戻し」や「一時停止」などビデオデッキの操作をモチーフとした「時間操作」を駆使しながらゲームを進めていく。

### 主要スタッフ
- 大島直人（ディレクター）
- 山路和紀（プロデューサー）
- 松本卓也（チーフプログラマー）
- 原田正道（アートディレクター）
- 幸崎達也（サウンドプロデューサー）
- 杉山圭一（サウンドディレクター）
- 南波真理子（サウンドクリエイター）
- 川崎草志（シナリオライター）

## ブリンクス・ザ・タイムスイーパー
『ブリンクス・ザ・タイムスイーパー』 (Blinx: The Time Sweeper) は、2002年12月12日にマイクロソフトから発売されたXbox用ゲームソフト。

### 作品解説
ネコの主人公ブリンクスを操り、制限時間10分以内にステージ内の敵を全て倒した後ゴールゲートに飛び込むとクリアとなる、面クリア型の3Dアクションゲーム（メーカー公称：4Dアクション）。なお、CMにはナインティナインが起用された。
アメリカでは2007年11月27日から、Xbox 360の初代 Xbox ゲーム互換性アップデートにより、ハードディスクドライブを利用してXbox 360上でもプレイが可能になった。なお、同日より日本版も起動可能になっているが、当初は日本版の公式サイトでは正式に互換動作がサポートされていなかった（後に日本版の方もリスト掲載されている）。また、他のXbox専用ソフトを互換起動させた場合と同様、他製品の宣伝デモムービーの閲覧には対応していない。2018年にはXbox Oneの後方互換タイトルにラインナップされ、プレイできるようになった。Xbox Series X/Sでも後方互換機能はXbox One同様のものが引き継がれているため、プレイできる。

### ストーリー
とある世界に存在する時間工場タイムファクトリー社。ここでは、あらゆる世界に流れる時間を作り出し、届けている。また、時間を送出したどこかの世界にひずみが生じた場合は、タイムファクトリーの管理員がその世界へ自ら出向き、時の流れを修正する。もし時間の流れが歪むと、ひずんだ時間は時の結晶タイムクリスタルと化し、さらにそのまま放置しているとタイムモンスターという怪物に変化してしまう。このタイムモンスターを倒し、タイムクリスタルを回収して時を操り修正することから、彼らは時間掃除人「タイムスイーパー」と呼ばれている。
ある時、無数に存在する世界の中のひとつ「B1Q64世界」へ、時間ドロボーのタムタム団が侵入し、その世界のプリンセス・レナを人質にとった。彼らは時の流れを無理やり捻じ曲げ、かつてない量のタイムクリスタルを作り出してしまった。出現した大量のタイムクリスタルを強奪して別世界へ売り飛ばそうと画策するタムタム団だったが、クリスタル達は次々とタイムモンスターへ変化し、急激に時間エネルギーを吸収し続ける。このままでは全世界を巻き込んで大爆発が起こる……。タイムファクトリー中枢部のマザーコンピュータは、もはや復旧は不可能と判断し、B1Q64世界の切り離しと永久時間停止を決定し、タイムスイーパー全員に退避を命令した。
総員が避難する中、ブリンクスという名の新人タイムスイーパーが、世界とプリンセスを救うため、たったひとりでB1Q64世界へ向かうゲートに飛び込んだ。

### ゲームシステム
制限時間10分以内にステージ内のタイムモンスターを全て倒した後、ゴールゲートに飛び込むとクリアとなる。画面右上にステージ内のモンスターのシンボルが表示されており、モンスターを倒す毎にその敵のシンボルがチェックされていく。ステージ内の全てのモンスターを倒してチェックを付けなければゴールすることができない。
敵に触れたり、攻撃を受けたり、穴に落ちたりするとミスになり、画面左上の「リトライハート」を自動で消費して復活する。リトライハートがない状態でダメージを受けるとゲームオーバーとなる。また、ステージの滞在時間が10分を超えた場合も強制的にタイムオーバーになってしまう。ゲームオーバーになった場合は、その回のステージ内での行動は全て無かったことになり、そのままステージセレクト画面へ戻され、所持金や時間操作などはステージ開始時点のものに戻る（ペナルティは特にない）。また、ポーズメニューからそのステージをやり直すことも可能で、この場合もステータスはステージ開始時点のものに戻る。このため、ステージ内で手に入れたお金や時間操作を持ち越すには、必ずステージクリアをする必要がある。
ゲームは全9ラウンド構成で、各ラウンドは4つのステージと1つのショップで構成されている。ステージをクリアすると次のステージが出現し、各ラウンドの4ステージ目はボス戦となる（ただし、ラウンド9はボス戦のみ）。基本的にステージを順番にクリアしていくことになるが、一度クリアしたステージには何度でも挑戦可能なため、前のステージでお金や時間操作を集めることもできる。ステージによっては、先のステージで新たな掃除機や時間操作を入手した後、もう一度挑まなければ行くことのできないルートもある。
ステージをクリアした際、スタートゲートからゴールゲートまでに掛かったクリアタイムにより、S+・A+・B+・C+・D+の5段階で評価が行われる。これはアイテムやメダル発見数などは影響せず、純粋に敵を全て倒してゴール到達した時点のタイムのみで評価される。最速タイムを更新するとセーブデータに記録され、全てのステージをランクA以上でクリアすると特典がある。
セーブデータは3個まで作成可能で、ゲーム開始時にどれを使うかを選択する。ステージをクリアしたりショップで買い物を行うと自動でそのデータにセーブされる。なお、ひとつのセーブデータを別のデータへ移すことはできない。

#### 基本操作
ブリンクスの移動は左スティックで行う。スティックを軽く倒すと歩き、大きく倒すと走り出す。
各種アクションにはボタンを使用するが、操作方法は日本式とアメリカ式の2種類が存在し、一部の操作のボタン割り当てが変化する。オプションで設定変更可能。
ジャンプ
Aボタンでジャンプ、さらに空中でAボタンを押すことで二段ジャンプが可能。
左スティックを倒しながらAボタンを押すと、レバー方向により側転やバック転になる。
吸い込む
日本式：Bボタンを押し続ける、アメリカ式：右トリガーまたはXボタンを押し続ける。
マップ上のガラクタの前でボタンを押し続けると、時間掃除機でそれを吸い込み、ガラクタを弾丸としてストックすることができる。初期状態では最大5個、ショップでソージキパックを購入すれば10個までストック可能。限界を超えて吸い込むと、ストックが古いものから順番に消滅してしまう。また、吸い切る前にボタンを離せば、ガラクタを引き寄せて防御壁や足場にすることもできる。巨大な重いガラクタは、レベルの高い掃除機を使わないとパワーが足りなくて吸い込めない。ガラクタだけでなく、時の結晶やお金も吸い込める。ただし、ガラクタの近くにそれらがある場合はガラクタの吸い込みが優先される。
ショット
日本式：Bボタンを短く押す、アメリカ式：右トリガーまたはXボタンを短く押す。
ストックしてあるガラクタを、一番新しく吸い込んだものから順番に発射する。空中からも発射可能。敵が正面にいる場合はピピッという音とともに自動ロックオンされるため、その状態でショットを行えばヒットさせやすい。レベルの高い大きなガラクタほど、敵に与えるダメージも大きい。ただし、発射したときに敵と距離が近すぎる場合は反動で自分もダメージを受けてしまう。また、大きなガラクタは障害物に引っかかりやすい。また、敵に当てる以外にも、ガラクタを壁に向かって発射し、高いところへ登るための足場にすることもできる。ただし、同じガラクタを出し入れしていると3回で壊れてしまう（一部のガラクタは1回で崩壊）。
掃除機をかまえる、しまう
Yボタンを押すと、掃除機をかまえたりしまうことができる。自動ロックオンを解除したいときに使用する。
カメラ操作、見回す
右スティックを左右に移動するとカメラ位置を操作できる。操作方式はリバース（反転）型。また、日本式では左右トリガーも視点操作に使用可能。
時間操作
日本式：Xボタン、アメリカ式：Bボタン。
ボタンを押し続けると時間操作の選択メニューが開く。使いたい時間操作にカーソルを合わせてボタンを離すと、その時間操作のストックを1つ消費して発動する。
時間操作については次項参照。

#### 時間操作
ステージ内には、様々な時の結晶（タイムクリスタル）が設置されている。また、タイムモンスターを倒した場合もランダムで落とし、これらの時の結晶をブリンクスが触れるか掃除機で吸い取ることで入手できる。出現した時の結晶は、取らない限りステージ内に残り続けるため、先に進んだ後に戻って回収することも可能。
画面左下には時の結晶をストックする4つの枠があり、結晶をどれか4つ集めた時点で、同じ色・形の時の結晶が3つ揃っていると対応した時間操作が1つ、4つ全てが同じ結晶だった場合はその時間操作が2つ同時に手に入る（例えば、結晶を早送り・一時停止・早送り・早送りの順で取ると、早送りを1つ入手できる）。ただし、2種類の結晶が2つずつ、または3種類以上の結晶が混在していた場合は「スカ」となり、何も入手できずに結晶が無駄となる。いずれの場合も、時の結晶を4つ集めた時点で結晶のストックが空になる。このため、必要のない時の結晶でも、目的の時間操作を早く手に入れるための数合わせとして使うことができる。
「リトライ」を除く手持ちの時間操作の合計数が最大ストック数（初期値は3個）を超えてしまうと、古く獲得したものから順番に消えてしまう。時間操作のストック数は各ラウンドのショップで「タイムボウル」を購入することで、最大で合計10個まで増やすことができる。一度に持てる時間操作の数に限界があるため、必ずしも毎回同じ結晶を4つ揃えるのが良いとは限らない。ステージをクリアすると、所持している時間操作はそのまま次のステージへ引き継がれるが、時の結晶のストックは空になる。
なお、時間操作はステージの制限時間のタイムカウントには影響を及ぼさない（録画再生とリトライを除く）。例えば、一時停止中もタイムカウントが止まることはない。時間操作の発動終了直後は一旦画面にポーズが掛かり（タイムカウントは進まない）、3秒のカウントの後にゲームが再開される。
巻き戻し
バイオレットクロス（紫色の十字架）を揃えると入手。時間操作のシンボルは左向きの三角形2個。
発動すると10秒間、ブリンクスとブリンクスが関わったもの以外の時間の流れが逆回しになる。仕掛けの動きや水の流れを逆転させることで、その先へ進むことが可能になる。また、既に壊れている物体の前などで使用すると、10秒前の状態に関わらず壊れる以前の状態に戻せる。ブリンクスが関わった物は巻き戻らないため、取ったアイテムや倒した敵が復活することはない。
早送り
オレンジトライアングル（橙色の三角錐）を揃えると入手。時間操作のシンボルは右向きの三角形2個。
発動すると10秒間、ブリンクスを含むすべての時間の流れが2倍速になる。また、同時に敵の攻撃を1回だけ防ぐバリアをまとえる。動作が速くなる以外は実質的に元の状態とほとんど変わらないが、他の時間操作と同じく制限時間に影響を及ぼさないため、タイムアタック時や残り時間が少ないときなど素早く移動したい場合に役立つ。また、早送り時のみ効果が現れる「F.Fバネ」という仕掛けもある。
一時停止
ブルームーン（青色の三日月）を揃えると入手。時間操作のシンボルは長方形2個。
発動すると10秒間、ブリンクス以外の時間の流れが停止する。落下途中の足場の動きを止めてその上を渡ったり、ピンチから脱出したりなど使い勝手の良い時間操作。ただし、止まっていても敵などに触れるとミスになり、時間が静止している間はスイッチなどを一切動かせない、などの注意点もある。
録画再生
グリーンダイアモンド（緑色の菱形）を揃えると入手。時間操作のシンボルは円形。
発動後10秒間のブリンクスの動きが「録画」され、その後録画中の時間をそっくり巻き戻した後、10秒間その動きが分身として「再生」される。再生中の分身はダメージを受けない。録画が終了した時点で、一旦タイムカウントも一緒に巻き戻る。過去の自分と協力して、2つのスイッチを同時に押したり、分身にシーソーの反対側でジャンプしてもらって反動で飛ぶ、などが可能。録画中にミスすると、その時点で（リトライを消費せずに）録画が終了して巻き戻され、そこまでの行動が再生される。
スロー
イエロースター（黄色の星型）を揃えると入手。時間操作のシンボルは右向きの三角形が中央で縦に2つに割れた形。
発動すると10秒間、ブリンクス以外の時間の流れが半分に減速する。一時停止と使い方が似ているが、こちらはゆっくりでも時間が流れているため、発動中にスイッチを押したり、スロットの目押しを簡単に行うことなどができる。
リトライ
レッドハート（赤色のハート型）を揃えると入手。時間操作のシンボルも同じ形状。これのみ、通常の時間操作の所持枠とは別扱いで、画面左上の専用枠にストックされていく。ただし、入手方法は他の時間操作と同じ。
敵に触れるなどしてダメージを受けるとミスになるが、その際にリトライハートのストックがあれば、自動的に発動して時間が巻き戻り、およそ5秒前（状況によって変動）の状態から復活できる。これは「巻き戻し」と異なり、タイムカウントを含めた全ての時間が、吸い込んだガラクタや倒した敵なども含めてそのまま巻き戻るようになっている。ただし入手した時の結晶や時間操作に関わるもののみ巻き戻らず、時間操作中にミスしてリトライで巻き戻ると、再開後はその時間操作の効果は消えてしまい、消費したストック数も戻らない。リトライのストック数は、各ラウンドのショップでリトライボウルを購入することで最大9個まで増やすことができる。また、ショップであらかじめリトライハートを購入してストックしておくことも可能。
2つ以上の時間操作を同時に発動することは出来ないが、例えば一時停止の終了直後に巻き戻しを連続使用すると「止まっていた時間」に向かって巻き戻るため、実質的に効果を2倍にすることなどが可能。

#### ショップ
各ラウンドのステージ1をクリアすると、マップの中間にショップが出現し、それまでに集めたお金で様々なアイテムを購入できる。
ショップで使うためのお金は各ステージ内で入手できる（単位：G）。お金はタイムクリスタルと同じ形状をしているが、全て金色のクリスタルとなっており、大きさや形状によって価値が異なる。ステージ内に落ちていたり、スロットや宝箱から入手したり、ボスを倒したりすると出現する。また、ステージをクリアしたときに余っていたガラクタはクリア時に自動的に換金され、レベルが高いものや貴重なガラクタほど価値が高い。
ショップでは、タイムボウルなどのパワーアップアイテム、爆弾などの弾丸として使えるガラクタ、ウェア（服）、そして新たな掃除機などが購入できる。掃除機やウェアなどの装備品は手持ちのものを買い換えることになり、新たな装備を入手すると古い装備は消えてしまう。掃除機には1 - 3までのレベルがあり、基本的にレベルが高いものほど大きなガラクタを吸い込むことが可能になるが、中には炎や水を吸い取れるなどの特殊効果を持った「レベル1+」や「レベル2+」の掃除機も存在するため、レベル3を購入した方が一概に良いとは限らない。
タイムボウルなどの強化系アイテムは、そのショップで一度購入すると売り切れとなり、以降は買うことができない。このため、最大値まで強化する場合は各ラウンドのショップで1個ずつ買う必要がある。また、掃除機とウェアは現在持っているものと同じ物は購入できない。リトライハートと弾丸系アイテムのみまとめ買いが可能で、まとめて買うと2個目からは3割引される。ただし、最大ストック数を超えて買うことはできない。

#### ヒミツのメダル
ボスステージを除く各ステージには、ネコの形をしたメダルが3個または4個隠されており、その総数は全部で80個となる。1ステージ内には金、銀、赤の3種類（あるいは、これらに青を加えた4種類）が1個ずつ存在し、赤＜青＜銀＜金の順で入手難易度が高い。通常のルートから外れた位置に設置されている場合が多く、中には一度クリアした後に再び戻り、時間操作や特殊な掃除機を駆使しないと発見できないものもある。一度でも入手したメダルは記録され、ステージを入り直すことで再度発見はできるものの、既に入手していたものは「ダブリ」となり合計数には加算されない。
入手枚数に応じて、おまけムービーやギャラリー、強力な掃除機の購入などができるようになる。

### 主要キャラクター
ブリンクス (Blinx)
本作の主人公。タイムファクトリーの新人スイーパー。ID：01712。茶色と白の毛、緑の瞳のネコの青年。正義感が強く、困っている人を放っておけない性格。額のゴーグルがチャームポイント。
プリンセス・レナ (Princess Lena)
ブリンクスが向かったB1Q64世界のプリンセス。人間の少女。タムタム団に世界の時間を歪まされ、人質に取られてしまう。人質の身ではあるが、果敢にタムタム団に抵抗する。
タムタム団 (Tom-Tom Gang)
タイムクリスタルを盗んで売りさばく、ブタの時間ドロボー団。ボスはベニート (Benito)。いつも一緒にいるウーゴ (Ugo) とチーノ (Cino) を始め、子分が多数いる。

### タイムモンスター
「時の結晶」が放置された状態になるとそのまま怪物化してしまい、この怪物を「タイムモンスター」という。外見は可愛らしいが、かなり手ごわい。タイムモンスターは一口にいっても、ガラクタをはきだすものからガラクタを吸いこむものなど種類は多く、それに応じて倒し方も異なる。またステージが進むにつれ同じ種類でも体力の高い色違いのモンスターが出現する。そして各ステージの最後には普通のモンスターよりもかなり体が大きく、攻撃方法も多彩なボスキャラクターが待ち受けている。
基本的にガラクタをぶつければ倒すことはできるが、前述の通り中にはガラクタを吸いこむものもいるので、時間操作を駆使したり特定のがらくたを使う事も必要になる。またモンスターの種類によっては攻撃時等に体が点滅する「無敵状態」になる事があり、この時はガラクタをぶつけても効かない。体力の多い敵の場合ダメージを与えた後も無敵状態となり、連続してダメージを与える事も不可である（例外はある）。タイムモンスターの体には当たり判定があり、触れるとダメージを受ける。このため大半の敵はブリンクスに向かって突進してくる攻撃方法をとる。
トキタマ
下級のタイムモンスター。巾着に角が生えたような形をしている。ブリンクスを見つけると近づいて体当たりを仕掛けてくる。緑→黄→赤の順に体力が多くなる。
トゲタマ
ブリンクスを見つけるとトゲトゲになって突進してくる敵。この時はいかなる攻撃も効かない。外見はトゲタマと似ているが一回り小柄。青→緑→黄→赤の順に体力が多くなる。
オクトバルーン
気球のような形をしたタコ型のモンスター。普段は浮いているがブリンクスを見つけると降下しガラクタをはきだす。青→赤の順に体力が多くなる。
ダストキーパー
タイムボールというボールに乗っている人型のモンスター。ブリンクスが近付くと持っている杖からガラクタを出してぶつけてくる。ボールは高い値で換金される。青→緑→赤の順に体力が多くなる。
ケローパ
蛙のような姿をしたモンスター。正面から攻撃するとガラクタを吸いこんでしまう難敵。ガラクタを吸いこむたびに大きくなり、動きが遅くなる。時間操作を使って後ろをとるか、爆弾を飲ませると効率よく倒せる。緑→赤の順に体力が多くなる。
モールゴン
モグラのような姿をしたモンスター。地中を移動しブリンクスの真下に来ると顔を出して噛みついてくる。移動中は土煙で分かる。
ガードア
ドアのタイムモンスター。ドアだと思って近づくと急に本体が飛び出してくる。本体は幽霊のような格好をしている。緑→赤の順に体力が多くなる。
ウォータードラゴン
巨大なナメクジのような姿をしたモンスター。水の鎧をまとっている時は体力の高い難敵だが、ダメージを与えた後の無敵時間が短いため連続してダメージを与えることが可能。またホットショットならば一撃で水の鎧を剥ぎ落とすことが出来る。水の鎧が無くなると可愛らしい姿の本体が出てくる。
ジャンゴレム
ガラクタで体を構成されたロボットのようなモンスター。ブリンクスが近付くと合体する。合体前にパーツを掃除機で吸い取ればダメージを与えた事と同じ事になり、全て吸いこむと倒した事になる。パーツは高い値で換金される。
ファイアードラゴン
全身火をまとったモンスター。ウォータードラゴン以上に体力が高く火の玉を発射してブリンクスを攻撃する難敵だが、ダメージを与えた後の無敵時間が短いため連続してダメージを与えることが可能。またクールショットならば一撃で火の鎧を剥ぎ落とすことが出来る。火の鎧が無くなると可愛らしい姿の本体が出てくる。基本的にその場に止まっているが、後半はブリンクスに向かってくるものもいる。
タイフォン
タツノオトシゴのような姿をしたモンスター。ブリンクスに直接ダメージを与える事はないが、竜巻を起こしてブリンクスの動きを封じるため、モンスターが他にいる場合はかなり脅威となる。
アイスタートル
氷の結晶を甲羅を持つ亀のようなモンスター。ダメージを与えると自爆する。

#### ボスキャラクター
タイムキーパー
ラウンド1・4のボス。ダストキーパーの強化版。ステージのあちこちを飛び跳ね、大きな杖からガラクタを大量に出す。ラウンド4では杖を二つ持っているため、より大量のがらくたを出す。
ケローゴン
ラウンド2・6のボス。ケローパの強化版。ケローパと同様ガラクタを吸いこんで巨大化するが、逆にガラクタをはきだして元の大きさになる事もある。また爆弾も効かない。ラウンド6では長期戦になるとステージを破壊する。
モーラー
ラウンド3・7のボス。モールゴンの強化版。モールゴンと同じく土煙をあげながらブリンクスに近づいて噛みついてくるほか、ガラクタをはきだしたりブリンクスに突っ込んできたりする。ラウンド7ではダメージを与えるごとに足場を破壊するので、足場を考えて戦う必要がある。
ジャイアンク
ラウンド5・8のボス。ジャンゴレムの強化版。球状になって突進してくるほか、ブリンクスを踏みつけてくる。ダメージを与えると小玉を出してくる。ラウンド8では足場の悪い状況で戦わなければならない。
クロノホーン
タイムモンスターの親玉でラスボス。時間操作や分身を使い、さらには特殊な方法をとらないとダメージを与えられないというラスボスにふさわしい強敵。

### その他
第1作『ブリンクス・ザ・タイムスイーパー』は、マイクロソフトのゲーム機「Xbox」の隠し玉として、2002年のE3で発表された。
本作の主人公であるブリンクスは、任天堂のマリオ、セガのソニックなどのような、親しみやすい新たなXboxのマスコットキャラクターを目指して製作された（Xboxには既に代表的なキャラクターとして『Halo』シリーズのマスターチーフがいたが、彼はマスコットと呼ぶにはシリアスすぎた）。さらに、日本ではナインティナインをCMに起用した。

## Blinx 2: Battle of Time & Space
『ブリンクス2: バトル・オブ・タイム&スペース』 (Blinx 2: Battle of Time & Space) は、2004年11月18日にXbox用ソフトとして、マイクロソフトから発売された。日本国外でのタイトル名は "Blinx 2: Masters of Time & Space" で、日本版も本体設定を英語にするとこのタイトルに変わる。

### 作品解説
前作と異なり、主人公はブリンクスではなく、プレイヤーが作成するエディットキャラクターたちが主役となっている。本作は「時間操作」を使うタイムスイーパー（ネコ）側だけでなく、「空間操作」を使うタムタム団（ブタ）側も操作することになり、それぞれのエディットキャラクターを操って2つの視点でストーリーを進めていく。最初はタイムスイーパー側でストーリーが始まるが、ストーリーが進むと自動的にタムタム団側に視点が移り、そちらのストーリーを進めることになる。
また、単純な面クリア型アクションだった前作とは違い、本作は特定のミッション（指令）をこなしていくというゲーム性に変わっている。さらにストーリーモードでは2人同時協力プレイ (co-op) も可能になり、最大4人まで対戦可能なVS.モードも搭載している（Xbox Liveには非対応）。架空言語を使用していた前作と異なり、本作のボイスは英語になった。
本作は単品発売としてだけでなく、同時発売の「Xboxプラチナパック 3」本体に同梱された4本のソフトのひとつとして、既に発売されていたテニスゲーム『トップスピン』、FPS『Halo』、レースゲーム『Project Gotham Racing 2』とともに付属していた。
2007年7月13日からは、Xbox 360の初代 Xbox ゲーム互換性アップデートにより、ハードディスクドライブを利用してXbox 360上でもプレイが可能になった。

### ストーリー
お宝を探す時間ドロボーのタムタム団は、ある洞窟で謎の巨大なタイムクリスタルを発見する。何かおかしい雰囲気を感じた子分たちの制止も聞かず、ボスのベニートはそのタイムクリスタルに飛びついてしまう。その瞬間クリスタルに亀裂が入り、大爆発を起こしてバラバラのかけらになり、飛び散ってしまった。
一方、タイムファクトリーでは「世界中の時間エネルギーが突然急激に減少している」という異常事態を確認していた。このままでは時間の流れが完全に止まってしまう。しかし、マザーコンピュータのチェックではどの世界にも異常は見当たらない。さらに、タムタム団と思われるものすごい数の軍勢にタイムファクトリーが襲撃される。ブリンクスを始めとするタイムスイーパーたちは立ち向かうが、緑色の謎の光に包まれたタムタム団には攻撃が全く通用せず、彼らの侵攻を阻止できない。ついにマザーコンピュータもライフラインを切断され、停止してしまった。
その時、どこからか謎の通信が送られ、古代文字とともにひとりの少女の姿がスクリーンに現れる。古代文字を解読したタイムファクトリーのCEOは、伝説のビッグクリスタルに異変が起こったと知り、ブリンクスにビッグクリスタルのかけらを探す指令を下す。さらに、編成したばかりの予備チームの新人タイムスイーパーたちもブリンクスのサポートとして彼の後を追う。彼らはそれぞれ別々の世界に向かうワープゲートに飛び込み、世界の崩壊を防ぐためビッグクリスタルを手分けして探す任務を開始した。
一方その頃、ベニートは大量のタムタム団を引き連れてタイムファクトリーを襲撃する「夢」を見ていた。しかし、夢の途中で突然ミナという謎の少女が現れ、ベニートに語りかける。ミナに一目ぼれしてしまったベニートに対し、彼女は世界に散らばったビッグクリスタルを見つけ出してほしいと頼む。
慌てる子分たちに起こされて目が覚めたベニートは、テレビでタイムファクトリーがタムタム団に襲われたというニュースを聞く。ベニートはさっきの夢が正夢だったと確信し、ミナのためにビッグクリスタルを集めることを決意し、子分たちへ指令を下す。

### ゲームシステム
本作は、タイムファクトリーの新人タイムスイーパーが率いるチームと、時間ドロボー・タムタム団の新入団員が率いるチームの2つを操作して進めていく。タイムスイーパーはタイムファクトリー、タムタム団はタムタム団本部が本拠地となっており、アイテムの購入やチーム編成などを行える。各チーム毎に5+αのラウンド（任務）が存在するが、特定ラウンドをクリアするごとにタイムスイーパー側とタムタム団側の視点が自動で切り替わり、交互にシナリオを進めていくことになる。なお、前作と同じくクリアしたラウンドは（タイムスイーパー側・タムタム団側に関わらず）何度でも再挑戦することができる。
本作の各ステージは、「ステージ毎に設定されたミッション（任務）をこなす」ことがクリア条件となっている。ミッションの内容は、特定のアイテムを収集したり、特定の敵を一定数倒したりなど様々。このため、本作ではタイムモンスターの殲滅は必ずしも必要ではなく、倒したタイムモンスターや使用したガラクタは一定時間で復活するようになった。また、ステージクリア時にはガラクタだけでなく、余っていた時間操作や空間操作、時の結晶なども自動で換金され、次のステージに持ち越せなくなった。
前作と同じくステージ中のタイムカウントはあるものの、制限時間がないためタイムオーバーになることはなく、1つのステージにずっと居座ることもできる。また、前作では1回攻撃を受けただけでミスになってしまったが、本作ではライフゲージ制に変更され、何度かダメージを受けても生き残れるようになった。ライフの初期値は3目盛りだが、アイテムを使用することで10目盛りまで増やすことが可能。ライフ制になったことに伴い、回復アイテムとしてミルク（ネコ側）と骨付き肉（ブタ側）も導入された。
ライフを失った場合、タイムスイーパー側は前作と同様にリトライを選べるが、それ以外にステージ内の「チェックポイント」を通過していた場合は、そこからやり直すことができるようになっている。チェックポイントからやり直した場合、入手済みのアイテムや倒した敵、イベントなどはその時点まで戻される。
オプションで難易度設定を、通常のノーマルと、敵のHPが少なくなり設置アイテムなどが増加しているイージーから選ぶことができる。初期設定はイージー。
セーブデータは8個まで作成可能で、ステージをクリアしたりショップで買い物などを行うと自動でそのデータにセーブされる。また、Xbox専用メモリーユニットに「おでかけパック」としてVS.モード用のチームデータを移行することも可能（Xbox 360専用メモリーユニットには非対応）。

#### 操作キャラクター
それぞれのストーリーの開始時に、自分の分身となるプレイヤーキャラクター（ネコおよびブタ）を「キャラクターエディット」することになる。
おまかせセレクト
各パーツが目まぐるしくシャッフルされ、Aボタンで止めるか一定時間放置することで自動でキャラクターが作成される。キャラクター名やチーム名、チームメンバーなども自動選択されるが、気にいらなければキャンセルして最初からやり直すことも可能。
こだわりセレクト
自分でキャラクターを作成する。まず4体のキャラクターが表示され、その中からイメージに一番近いものを1つ選択して、それを細かくカスタマイズしていく。ジャケットやゴーグルなどの服装の色や模様、毛並みや毛色、頭や体、手足、しっぽの太さや長さなど、多数の項目を細かくセッティングすることができる。ただし、基本デザインから大きくかけ離れた設定はできない。
キャラクター名、チームエンブレム、チームフラッグ、チーム名を決めた後、プレイヤーキャラクターともに行動するチームメンバーを選ぶ。チームメンバーは自分で作成することはできず、あらかじめ決められたCランクのメンバーから3人が登場するようになっている。好きな3人を自分で選択することはできないが、最終決定前ならXボタンでメンバーを入れ替えることはできる。
なお、エディットキャラクターの設定は後にロッカールームでも変更可能。チームメンバーのユニフォームは、基本的にリーダー（自分のエディットキャラクター）と同じ服装になる。また、ゲームを進めると本拠地にいるキャラクターをショップでチームメンバーとしてスカウトできることがあり、メインメンバー3人のほかに、控えメンバーを最大16人までストックでき、ロッカールームで入れ替えることができる。なお、チームメンバーが加入限界数を超えると誰かを解雇することになる。

#### 基本操作
プレイヤーキャラクターの移動は左スティックで行う。スティックを軽く倒すと歩き、大きく倒すと走り出す。
各種アクションにはボタンを使用する。タイムスイーパーとタムタム団の操作方法は、一部を除いてほぼ共通となっている。前作から操作方法が少し変更され、前作の日本式とアメリカ式を混ぜたようなものになっている。
ジャンプ
Aボタンでジャンプ、さらに空中でAボタンを押すことで二段ジャンプが可能。
左スティックを倒しながらAボタンを押すと、レバー方向により側転やバック転になる。
クリフハンガー
崖の端や壁の出っ張りなどスレスレでジャンプすると、自動で出っ張りに手を掛けて引っかかる。ぶら下がった状態のまま左スティックを動かすと、縁伝いに移動できる。
アクション
本作からの新動作。Bボタンを押すとパンチ攻撃を行い、敵を気絶させたり木箱を破壊することができる。ただし、素手のパンチでは敵を倒すことはできない。なお、バットなどの近距離武器を使用していた場合はそれを振り回す。
本部にいる場合は攻撃は発動せず、他のNPCの近くでBボタンを押すとそのキャラクターと会話することができる。
そのほか、アイテムの近くでBボタンを押すとそれを拾ったり、レバーの近くで押すとレバー操作、扉の近くでは開ける動作など、それぞれ状況に応じたアクションが自動で行われる。
吸い込む（タイムスイーパーのみ）
時間掃除機を装備中に、マップ上のガラクタの前で右トリガーを押し続けるとそれを吸い込み、ガラクタを弾丸としてストックすることができる。初期状態では最大5個、掃除機の種類や拡張で最大20個までストック可能。限界を超えて吸い込むと、ストックが古いものから順番に消滅してしまう。
前作同様、ガラクタだけでなく時の結晶やお金も吸い込めるが、種類に関係なく近くにあるものから吸い込みが優先される。
ロックオン
ターゲットが近くにいるときに左トリガーを引き続けると反応し、自動ロックオンされる。ターゲットが複数いる場合は、左トリガーを押したまま右スティックの左右で対象を選択できる。
ショット
右トリガーを短く押すと、装備中の武器のうち現在選択されているものを使って攻撃する。空中からも発射可能。武器の選択は十字キーの上下で行う。飛び道具の場合、前述の自動ロックオン中に発射すれば確実に命中させることができる。
使用中の武器が時間掃除機の場合、ストックしてあるガラクタを一番新しく吸い込んだものから順番に発射する。前作とは違い、一度発射したガラクタは必ず消滅してしまう。
なお、バットなどの近距離武器を使用していた場合はそれを振り回す。
ウォールモーション
壁際でYボタンを押すと、壁に背中を付けて移動する。その状態で左スティックを動かせば、壁沿いに移動することができる。移動は遅いが、敵に見つかりにくくなる。
ホフク移動（タムタム団のみ）
Yボタンを押し続けている間、地面に伏せる。その状態で左スティックを動かせば、伏せたままホフク前進で移動することができる。移動は遅いが、姿勢が低くなるため特定のトラップを避けることが可能。
カメラ操作、見回す
右スティックを左右に移動するとカメラ位置を操作できる。カメラの操作方式はオプションでノーマルとリバースから選択可能。
主観モード
右スティックをクリックすると、プレイヤーキャラクターからの一人称視点に切り替わる。この主観モード中に左スティックを引くと、視点がズームになる。
視点リセット
白ボタン（Xbox 360ではLボタン）を押すと、カメラ視点がリセットされてプレイヤーの背後からの視点に戻る。
時間操作（タイムスイーパー）、空間操作（タムタム団）
画面下のメニューに、タイムスイーパーなら時間操作、タムタム団なら空間操作のアイコンが並んでいる。方向キーの左右でカーソルを動かして使いたい操作を選択し、カーソルを合わせてXボタンを押すと、その操作のストックを1つ消費して発動する。
時間操作と空間操作については各項目を参照。
チームメンバーへの指示切り替え（チーム戦のみ）
チーム戦時に黒ボタン（Xbox 360ではRボタン）を押すと、チームメンバーへの行動指示を切り替えることができる。積極的に攻撃を仕掛けさせる「ATTACK」、アイテムを回収させる「RECOVER」、その場で待機させる「WAIT」、整列で後ろに付いて来させる「TRAIL」の4種類から選択可能。

#### 武器の使用
本作では、武器を最大3種類まで持つことができる。武器の選択は方向キーの上下で行う。このうち、武器1と武器2（上から1番目と2番目）は標準の装備となっており、本部にてショップで購入および装備の変更が可能（タイムスイーパーは時間掃除機のみ）。中には武器2にのみ装備可能な特殊武器も存在する。武器3はステージ内で拾った武器を装備する欄となっており、ステージ外には持ち出せない。既に武器3の装備欄が埋まっている状態で新たな武器を拾った場合、武器1-3に同じ武器があれば弾数補給、そうでなければ武器3に装備された古い武器を捨てて、新しい武器に持ち替える。
タムタム団は時間掃除機を使用できないが、その代わりにパチンコやショットガンなど様々な種類の武器を装備できる。ほとんどの遠距離武器には弾数が設定されており、使い切ると使用できなくなる。ステージ内の弾丸アイテムや同系統の武器を拾うことで補給が行える。

#### 時間操作（タイムスイーパー）
「早送り」と「リトライ」以外の時間操作は前作とほぼ同じ効果となっているが、これら以外に「リアクティブ」と「時間操作のコンボ」が追加された。また、タイムスイーパーのランクが低い場合は一部の時間操作が使用できない（対応した時の結晶を拾うこと自体ができない）。
時間操作の入手システムが前作から大きく変更され、それぞれの時間操作ごとに時の結晶の対応スロットが別々に用意されるようになり、時の結晶の種類や集める順番に関係なくバラバラに集めていても、対応する時の結晶が3つストックされた時点でその時間操作が手に入るようになった（これに伴い、前作の同色4つ揃えボーナスはなくなった）。このため、時の結晶が出現したら種類に関係なく無差別に全て集める方法が有効となった。また、時の結晶の形状自体も対応する時間操作と同じ形状になり、より分かりやすくなっている。ただし、「巻き戻し」「早送り」「スロー」の結晶は時間操作のものとは向きが違い、結晶の矢印の方向が上向きになっている。
タイムモンスターを倒すと手に入る時の結晶は、やはりランダム要素があるものの、最低でもタイムモンスター毎に決められた特定の1種類の結晶を必ず落とすようになった。なお、本作ではタイムモンスターを倒して時の結晶を出現させ、そのまま取らずに放置していると時間経過で消滅してしまう。ただし、そのタイムモンスターに設定されている時間操作を1つも持っていない場合、しばらくするとタイムモンスター復活するようになったため、先に進むための時間操作がなくて行き詰るということがなくなった。
結晶の最大ストック数は現在装備している掃除機に依存しており、初期状態では全て2個ずつまで持てるようになっている。本作では各掃除機とそれに付随した各時間操作それぞれに固有のストックがあり、その掃除機自体にタイムボウルをセットすることでその時間操作の最大ストック数を増やすことが可能。このため前作とは違い、装備する掃除機毎にタイムボウルを別々に用意してセットする必要がある。レベル1の掃除機ではそれぞれの時間操作につき最大4個、レベル2以上なら5個まで持てるようになる。その時間操作の最大ストック数の限界を超える時の結晶を入手した場合、最大ストック数+予備の結晶2個までがストックされ、それ以上は持つことができない。
ライフ制になったことに伴い、時間操作中にダメージを受けるとその時点で時間操作が終了してしまうようになった。また、時間操作発動直後はすぐさま通常の行動が開始されるようになり、前回の時間操作を発動していた時間分（通常は10秒間）は次の時間操作を実行できなくなった。
2Pモードやチームバトルの場合は、自分のパートナーやチームメンバーも発動した時間操作の恩恵を受けられる。
巻き戻し
シンボルは紫色の左向きの三角形2個。時の結晶では上向き。
発動すると10秒間、使用者と使用者が関わったもの以外の時間の流れ（タイムカウント含む）が逆回しになる。
VS.モードでは自分のチーム以外の攻撃を封じることができる。
早送り
シンボルはオレンジ色の右向きの三角形2個。時の結晶では上向き。
前作から大幅に効果が変更された。発動すると10秒間、使用者の時間の流れのみ2倍速になる。タイムカウントには影響なし。さらに、掛かる重力が小さくなり、ジャンプの飛距離が大幅に伸びる。使用者以外の時間はそのままで飛距離が伸びるため、通常では届かない足場に渡ることができる。また、発動中のみ「早送りリング」をくぐることができ、くぐるのに成功するとお金やメダル入手などの特典がある。
一時停止
シンボルは青色の長方形2個。
発動すると10秒間、使用者以外の時間の流れ（タイムカウント含む）が停止する。また、バリアをまとったタムタム団員の近くで使用すると、相殺されてバリアを剥がすことができる。この場合は一時停止が発動しない。
録画
シンボルは緑色の円形。
発動後10秒間の使用者の動きが記録され、その後10秒間、その動きが分身として再生される。分身はダメージを受けない。録画が終了して巻き戻されると、タイムカウントも巻き戻る。録画中にダメージを受けたりミスをすると録画はその時点で終了して巻き戻され、そこまでの行動が再生される。この場合は受けたダメージも巻き戻されて回復する。
スロー
シンボルは黄色い右向きの三角形が中央で縦に2つに割れた形。時の結晶では上向き。
発動すると10秒間、使用者以外の時間の流れ（タイムカウント含む）が半分に減速する。
リトライ
シンボルは赤色のハート形。左上にストックされる。
通常時は使用できず、ライフがなくなるとカウントダウンが始まり、発動するかどうかを選択できる。発動すると、全ての時間（入手したガラクタや時の結晶、倒した敵、タイムカウントなども含む）が巻き戻る。また、前作よりも巻き戻る時間は多くなっている。
前作と異なり、最大ストック数は他の時間操作と同じく掃除機別にタイムボウルで増やせるようになった（このため、最大所持数は前作よりも少なくなっている）。ただし、リトライハートがショップであらかじめ購入できるのは前作と同じ。また、本作にはチェックポイントがあるため、あえてリトライを使用しないという選択もできるようになっている。
2Pモードでは体力が共有のため、どちらかがミスした場合はどちらかがリトライを使うことで復活できる。
VS.モードには出現しない。
リアクティブ
プレイヤーが発動するのではなく、緊急時に管制塔側が行う時間操作。大量の弾丸などが迫ってくる場面では、自動的に一瞬時間が止まってカウントダウンが始まり、この間に指示通りのボタンを押すと時間操作が発動する。この際、手持ちの時間操作のストック数は関係なく、消費もされない。
状況によって、以下のどちらかの時間操作を発動するボタン指示が表示され、どちらを選ぶかを決めなければならない。また、どちらか一方の時間操作しか選択できないこともある。
リアクティブ・一時停止
Xボタンで発動。通常の一時停止と同じく、10秒間だけ周囲の時間が停止し、その間は自由に動き回れる。効果時間中は飛来する弾丸などをガラクタとして掃除機で吸うことが可能。効果が切れてもまだピンチから脱出しきれなかった場合は、もう1回リアクティブのチャンスが訪れることもある。
リアクティブ・スロー
Yボタンで発動。弾丸などが迫ってくる場面で使用した場合は、時間の流れが遅くなるとともに画面に大きな矢印が表示され、指示された方向へ素早く左スティックを倒すと、体を反って弾丸を避けることができる。効果発動中は通常の移動はできず、スティックを倒す方向を間違えたり、矢印が消える前にスティックを動かさなかった場合は、そのまま弾丸が直撃してミスとなる。場合によっては、連続で避け続けなければならない場面もある。建物が崩れてくる場面などでは、通常のスローと同じく10秒間だけ周囲の時間が遅くなる。
時間操作のコンボ
タイムスイーパーのランクが上がると、掃除機に「コンボカートリッジ」をセットできるようになり、これが装着された掃除機を装備中は、2つの時間操作を同時発動するコンボが行えるようになる。例えば、スローと早送りを同時発動すると、周囲が遅くなり自分だけ倍速になる。

#### 空間操作（タムタム団）
空間操作は、タイムスイーパーの時間操作に対抗し、タムタム団が使うトラップのようなアイテム。ステージ内の箱を壊したりすると入手できる。空間操作のアイテムを入手すると、ノーマルでは2個、イージーでは4個同時にストックされる（持てる数の上限を超えた分は消滅する）。また、ショップで事前に購入しておくこともできるが、一部のステージへは持ち込めず、入手をステージ内のみに制限される空間操作もある。最大ストック数は通常4個までだが、アイテムを使うことで最大ストック数を8個まで増やすことが可能となっている。
デコイ
タムタム団の姿をしたおとりロボット。発動すると、仕掛けた位置からまっすぐ直進する。ガードスイーパーはデコイを代わりに追いかけるようになる。
VS.モードでは出現しない。
バナナ
発動時に軌道を選択し、放物線を描くようにバナナの皮を2つ同時に投げる。このバナナをガードスイーパーが踏むと転倒し、一定時間気絶する。地面に落ちた未使用のバナナは触れることで再回収が可能。
クァンタムスネア
発動時に軌道を選択し、放物線を描くように投げる。着弾地点に次元の割れ目が発生し、この地点にガードスイーパーが近付くとタムタム団が飛び出し、一定時間足を掴んで動けなくする。
ハイパークローク
発動すると姿を消す、いわゆる隠れ蓑。着ている間はガードスイーパーに見つからずに行動できるが、動いた際に一瞬電流が光るため、あまり激しく動きすぎると見つかってしまう。時間制限はないが、着用中は武器を一切使用できず、一度でも脱いだりダメージを受けると無くなってしまう。
ブラックホール
発動時に軌道を選択し、放物線を描くように投げる。着弾地点にブラックホールが発生し、周辺のガードスイーパーのHPを吸収する。位置によっては複数のガードスイーパーをまとめて倒すことが可能。
スペースバブル
発動時に軌道を選択し、放物線を描くように投げる。着弾地点を中心にドーム状の空間が一定時間発生し、閉じ込められたガードスイーパーはそこから出られなくなる。
ファイヤフリーズグレネード
発動時に軌道を選択し、放物線を描くように投げる。着弾すると消火弾が破裂し、特定の溶岩を一定時間固めることができる。また、武器のように敵にぶつけるとダメージを与えることも可能。タイムスイーパー側のガラクタ武器である消火弾と良く似た性能。
VS.モードでは出現しない。ショップでの購入はできず、この空間操作のみ最大ストック数を増やすこともできない。
タイムグレネード
発動時に軌道を選択し、放物線を描くように投げる。着弾地点を中心に時間操作「一時停止」が発動し、使用者以外の時間の流れ（タイムカウント含む）が10秒間停止する。また、バリアをまとったガードスイーパーの近くに着弾させると、相殺されてバリアを剥がすことができる。この場合は一時停止が発動しない。ただし、遠くで発動させた場合はバリアを剥がさずに時間を止めることも可能。
VS.モードでは出現しない。
ボイドトラップ
発動時に軌道を選択し、放物線を描くように投げる。着弾地点に落とし穴が仕掛けられ、ガードスイーパーがその地点を通ると落下していなくなる。
サブスペースダイブ
発動すると地面の中に潜り、潜望鏡を地表に出した状態になる。カメラ視点も地面スレスレのものになる。ガードスイーパーに見つからずに移動できるが、一定時間毎に地表へ出て息継ぎをしなければならない。上手に息継ぎをし続ける限り何度でも使えるが、息が上がって強制的に浮上してしまった場合や、ダメージを一度受けると無くなってしまう。
ワープトンネル
発動時に軌道を選択し、放物線を描くように投げる。着弾地点にワープトンネルの出口が発生し、Xボタンをもう一度押すとその地点から出口へと一気にワープする。
ショップでの購入はできない。

#### タイムファクトリーとタムタム団本部
それぞれのプレイヤーキャラクターの本拠地となる場所。ネコ側が「タイムファクトリー」、ブタ側が「タムタム団本部」で、片方を操作中にポーズすればもう片方へ切り替えることもできる（ただし、ストーリーは現在進行中の側しか進まない）。
ロッカールーム
チームのカスタマイズを行える。装備やパワーアップなどのほか、キャラクターやユニフォームの再設定や、チームメンバーの入れ替えなども可能。
ショップ
様々なアイテムを購入・売却できる。強制買い替えとなった前作と異なり、本作では一度入手した武器やアクセサリーなどはアイテム欄にストックされ、ロッカールームで好きな時に付け替えることができるようになっている。
また、スキル上げのためのミニゲームや、メンバーの追加登録、メダルの獲得なども可能。店主に挑戦するミニゲームでは成績に応じて勲章が貰え、数に応じたアイテムと交換が可能。なお、途中で一度も交換せずに25種のミニゲームで勲章を3つずつ集め、75個そろえるとここだけの限定アイテムが入手できる。
ガレージ（タムタム団のみ）
タムタム団側はストーリーを進めることで「戦車」を入手でき、集めたアイテムを使ってここでカスタマイズすることができる。
ここでカスタマイズした戦車はVS.モードでも使用可能（ルールで使用禁止にもできる）。
シアター
集めたメダルやおまけなどを見られる。

#### ネコメダルとブタメダル
前作と同様にひみつのメダルが存在するが、タイムスイーパー側はネコメダル、タムタム団側はブタメダルとなっており、それぞれを別々に集めることになる。手に入れるとおまけムービーやイラストギャラリーなどが出現する。1Pモードでは入手できず、2Pモードで協力を行わなければ入手不可能なメダルも存在する。

#### 協力・対戦モード
ストーリーモードの2Pモード
ストーリーモードでは、画面を上下に分割して2人のプレイヤーが協力する「2Pモード」を選択でき、さらに「ノービスモード」と「スペシャリストモード」の2種類の操作方法がある。なお、2Pプレイの場合は、2P側のプレイヤーはエディットキャラクターではなく、チームメンバーに設定されたキャラクターのうち1人目（チームの左から2番目）のキャラクターを操作することになる。
体力ゲージは上下に2人分表示されるものの、1P側と2P側で共有となる。1Pモードに比べ、ステージ内の仕掛けやクリア条件などの難易度が大きく上昇し、2Pモードでなければたどり着けない場所もある。
ノービスモード
それぞれ、1Pモードと同様にプレイする。
スペシャリストモード
1P側と2P側の操作が制限され、役割が分担される。1Pが攻撃、2Pが補助を担当する。
タイムスイーパー側は装備品が制限され、1Pと2Pの装備する掃除機が強制的にスペシャリストモード専用の特殊なLV2掃除機になる。1P側は時間操作が全く使えずガラクタ攻撃のみ行える「TSX-1 AT」、2P側はガラクタが一切吸い込めず時間操作のみ行える「TSX-2 TC」になり、武器の変更や武器2への装備は一切行えない。元々装備していた掃除機は残るが、スペシャリストモードのプレイ中は使用することができない。1P側も時の結晶を拾うことだけはできるが、入手した結晶は2P側の掃除機に入る。
タムタム団側は、1P側は空間操作の入手・使用が一切できなくなり、2P側は逆に武器が装備できなくなる。1P側の使用武器の制限はない。
どちらも、1Pモードやノービスモードで再開すればこれらの制限は解除される。
V.S.モード
2人 - 4人で同時に対戦プレイを行える対人専用モード。対戦形式はストーリーモードのチームバトルと似た形式で、各プレイヤーはリーダーのキャラクターのみを操作して、チームメンバーの行動は指示によって決定する。最初に各プレイヤーが使用するチームを、ランダムに用意されたゲストチームから選ぶか、HDDやメモリユニットにあるストーリーモードのセーブデータから読み込むかを選び、タイムスイーパー側かタムタム団側のどちらを使うかを選択する。対戦ルールは、全チームが敵の「バトルロイヤル」か、ネコ同士・ブタ同士が味方になる「ネコ VS ブタ」から選べ、さらに対戦ステージや、目標ポイント、時間制限、セット数、出現アイテムなどを設定できる。対戦中に敵のメンバーを倒すと「オーブ」が出現し、集めるとイニング間の休憩中に換金して、ショップで強化アイテムや武器を購入できる。最終的に多くのポイントを取ったチームが優勝。VS.モード内での勝敗は、セーブデータを使用した場合はそのチームのセーブデータにそれぞれ記録される。

### 主要キャラクター
タイムスイーパーside
主人公（ネコ）
プレイヤーの分身となる、タイムファクトリーの新人タイムスイーパー。名前や姿はエディットで決定する。
CEOからの指令を受け、編成されたばかりの予備チームの1つを率いて任務に当たる。ストーリー中では冷静沈着な性格。
CEO
タイムファクトリーの最高責任者。プレイヤーらタイムスイーパー達に今回の任務を下す。
ブリンクス
前作の主人公。本作ではタイムスイーパーのエースとして活躍し、前作と比べてクールな性格になっている。プレイヤーキャラクターではないためその勇姿を見る機会は少ないが、重要な役割を果たす。
タムタム団side
主人公（ブタ）
プレイヤーの分身となる、時間ドロボー団「タムタム団」の新入団員。名前や姿はエディットで決定する。
ボスからの指令を受け任務に当たる。ストーリー中では少し抜けた性格。敵役だった前作と比べるとタムタム団を中心とした話が多く、主人公格に出世したといえる。
ベニート
多数の子分達を率いるタムタム団のボス。今回の事件の原因となる。プレイヤーら団員達に指令を下す。
ミナ
タイムファクトリーに通信を送り、ベニートの夢に現れて救いを求める謎の少女。

### その他
本作の「タイムスイーパーモード」は大島直人が、「タムタム団モード」は松本卓也が担当。松本にとってゲームの続編を制作するのは初めてであり、ただの続編では嫌だったため「『ブリンクス2』ではなくて、『ブリンクス3』を作ろう」という方向性で製作されたと、発売当時のXbox.comサイト上で行われたインタビューで語られていた。

## 関連書籍
- 『ブリンクス・ザ・タイムスイーパー パーフェクトガイド』 ISBN 4-7577-1276-6 / エンターブレイン、2002年12月
- 『ブリンクス・ザ・タイムスイーパー クールマスターズガイド』 ISBN 4-7973-2272-1 / ソフトバンクパブリッシング、2002年12月